# Metawin Opas-iamkajorn
Metawin Opas-iamkajorn (tiếng Thái: เมธวิน โอภาสเอี่ยมขจร, sinh ngày 21 tháng 2 năm 1999), thường được biết đến với nghệ danh Win Metawin hay Win (วิน), là một nam diễn viên, người mẫu kiêm ca sĩ người Thái gốc Hoa. Anh nổi tiếng với vai diễn Tine trong 2gether: The Series và Still 2gether.

## Tiểu sử và học vấn
Win Metawin sinh ra tại Bangkok, Thái Lan có bố là người Hoa, mẹ là người Thái lai Trung nên anh có thể nói được 3 thứ tiếng: Thái, Anh và Trung.
Metawin là con thứ ba trong gia đình bốn chị em Mintra, Mesa và Metas. . Em trai anh là Metas Opas-iamkajorn (Mick) cũng đang là nghệ sĩ trực thuộc GMMTV
Anh hoàn thành chương trình giáo dục tiểu học tại Trường Tiểu học Assumption và chương trình giáo dục phổ thông tại Trường Trung học Panyarat. Năm lớp 11, anh có cơ hội để trở thành học sinh trao đổi tại Học khu Cộng đồng Belmond–Klemme ở Iowa, Hoa Kỳ và vượt qua bài kiểm tra Phát triển Giáo dục Phổ thông (GED) vào cùng năm đó. Anh trở lại Bangkok, bỏ qua lớp 12 và vào thẳng khoa Kinh tế (Chương trình quốc tế), Đại học Thammasat, nơi anh đã tốt nghiệp vào năm 2020.
Trong thời gian anh làm học sinh trao đổi, anh trở thành thành viên chơi trống của nhóm nhạc trường và nhóm của anh đã nhận được đánh giá cao (Loại I).
Vào tháng 6 năm 2020, Win cho ra mắt nhãn hàng thời trang tên "VELENCE" và cam kết sẽ quyên góp một phần doanh thu của nhãn cho trẻ mồ côi. Vào tháng 12 năm 2020, nhãn hàng đã quyên góp được 100,000 baht cho Quỹ Baan Phra Phon, Viện Sức khoẻ Trẻ em Quốc gia Queen Sirikit (Bệnh viện Nhi đồng), Cô nhi viện của Hội Chữ thập đỏ Thái Lan, Cộng đồng Chữ thập đỏ Thái Lan và Nhà trẻ Mahamek. Cuối năm đó, anh tiếp tục cho ra mắt "SOURI", một brand chuyên bánh macaron  mà anh đồng sở hữu với hai chị gái của mình.
Gia đình của Win nuôi một con chó Chihuahua cái tên Charlotte và vào năm 2021 họ cũng nhận nuôi thêm một cặp Chó săn cừu Shetland tên là Bentley và Cartier.
Vào tháng 9 năm 2021, Win tiếp tục cho ra mắt thương hiệu kem "VELATO", thương hiệu kem cao cấp, đã nhận đơn đặt hàng đầu tiên vào ngày 9 tháng 9.

## Sự nghiệp
Trong năm đầu tiên của sự nghiệp, anh đã được điểm tên trong 100 Nhân vật có ảnh hưởng nhất đến ngành Thời trang Thái Lan do Vogue Magazine bình chọn. Anh cũng góp mặt trong "50 Nhân vật có Ảnh hưởng lớn nhất" của Howe Magazine cùng với các nhân vật nổi tiếng, doanh nhân và giám đốc điều hành khác, những người đều có những thành công nhất định trong các lĩnh vực khác nhau.
Với sự nổi tiếng của mình, anh đã ký hợp đồng với nhiều nhãn hàng trong nước và quốc tế với tư cách là người ký hậu hoặc đại sứ thương hiệu của hãng, bao gồm Prada, Shiseido, Cathy Doll, Colly Collagen, Oishi Drink, Voodoo Pillow, Mama OK, Dunkin Donuts, Mistine Idolo, Mali, Lazada, CP Brand, DEOKLEAR, Olay, Viennetta, Dutch Mill, Vivo, Isuzu, TJ Nude, KFC, TaoKaeNoi, Sunsilk Natural, Globe Telecom và nhiều nhãn hàng khác.
Sự thành công của buổi họp báo ra mắt sản phẩm mới của CP Brand (Hokkaido Milk Sausage) dưới hình thức Global Live (Trực tuyến toàn cầu) đã khiến thương hiệu Xúc xích Thái này trở thành xu hướng trên toàn thế giới trên Twitter. Sự kiện ra mắt đã trở thanh một ví dụ thú vị cho những nhà tiếp thị, nhà quảng cáo và các chủ sở hữu thương hiệu vì mọi người đều sử dụng chung phương thức tiếp thị mà trong trường hợp này lại cho ra kết quả rất khác.
Vào tháng 2 năm 2021, Win trở thành nghệ sĩ Thái đầu tiên được quảng cáo ngoài không gian sau khi một trong những fanclub bên Trung Quốc tổ chức một dự án sinh nhật cho nam diễn viên được hiển thị trên vệ tinh thương mại Ladybeetle-1. Một quảng cáo, mang tên Into the Galaxy-Special Mission, đã hiển thị ảnh của Win khi vệ tinh đang ở bên ngoài Trái Đất vào ngày 17 tháng 2, sinh nhật của anh theo lịch Gregory.
Sự nổi tiếng của anh sau dự án phim đầu tiên đã khiến cho các nhà phân phối điện ảnh tại Nhật Bản mua bản quyền phát hành dự án phim tiếp theo từ GMMTV. 2gether: The Movie công chiếu tại Tokyo và ban đầu dự kiến chiếu tại 30 rạp tại khắp Nhật Bản. Nhưng do phản hồi tích cực từ khán giả, phim đã được nâng số rạp chiếu lên gần 100 rạp. Bản tiếng Nhật của album đặc biệt 2gether đã đứng thứ ba trên Oricon Daily Album Charts vào ngày đầu tiên nó được phát hành, xếp thứ 7 trên Oricon Weekly Album Charts và thứ 4 trên Billboard Japan Weekly Album Sales.
Năm 2021, anh liên tiếp trở thành nam diễn viên Thái Lan có lượt người theo dõi hàng tháng nhiều nhất trên Instagram.
Ngày 6 tháng 1 năm 2023, Win chính thức trở thành đại sứ thương hiệu Prada đầu tiên tại Thái Lan và là đại sứ thương hiệu toàn cầu thứ hai tại Thái Lan sau Lisa của Black Pink
Ngày 6 tháng 3 năm 2023, Win trở thành bạn thân thương hiệu (Friend of house) của Shiseido, thương hiệu mỹ phẩm hàng đầu Nhật Bản
Ngày 18 tháng 5 năm 2023, anh là người Thái đầu tiên và duy nhất được vinh danh trong danh sách "Forbes 30 Under 30 Asia 2023" của tạp chí Forbes

## Diễn xuất

### Phim điện ảnh
| Năm  | Tiêu đề            | Tên nhân vật | Vai trò   | Ref.   |
| ---- | ------------------ | ------------ | --------- | ------ |
| 2021 | 2gether: The Movie | Tine         | Vai chính | [ 49 ] |

### MV
| Năm  | Tên bài hát             | Thể hiện                       | Ghi chú                                  | Ref.   |
| ---- | ----------------------- | ------------------------------ | ---------------------------------------- | ------ |
| 2020 | ติดกับ (Tit Gub)          | Natthawut Jenmana (Max)        | Nhạc phim 2gether: The Series            | [ 50 ] |
| 2020 | คั่นกู (Kan Goo)           | Vachirawit Chiva-aree (Bright) | Nhạc phim 2gether: The Series            | [ 51 ] |
| 2021 | กอดที (One Hug)          | Vachirawit Chiva-aree (Bright) | Nhạc phim 2gether: The Movie             | [ 52 ] |
| 2021 | Who am I                | Bright, Win, Dew, Nani         | Nhạc phim F4 Thailand: Boys Over Flowers |        |
| 2021 | Shooting Star           | Bright, Win, Dew, Nani         | Nhạc phim F4 Thailand: Boys Over Flowers |        |
| 2021 | แสงที่ปลายฟ้า (Silhouette) | Chính mình                     | Nhạc phim F4 Thailand: Boys Over Flowers |        |

## TV Show
| Năm  | Tên chương trình                    | Vai trò                            | Ref.          |
| ---- | ----------------------------------- | ---------------------------------- | ------------- |
| 2020 | School Rangers                      | Khách mời (Ep. 112-113, 120-123)   | [ 53 ]        |
| 2020 | Come And Join Gun                   | Khách mời (Ep. 4)                  | [ 54 ]        |
| 2020 | LIVE@LUNCH Season 1                 | Host (Ep. 8, 19, 22)               |               |
| 2020 | Talk With Toey                      | Khách mời (Ep. 13, 31)             | [ 55 ] [ 56 ] |
| 2020 | Playzone X Let's Play Challenge     | Khách mời (Ep. 2)                  | [ 57 ]        |
| 2020 | Play2gether                         | Host                               | [ 58 ]        |
| 2020 | Friend Drive                        | Khách mời (Ep. 4-5)                | [ 59 ] [ 60 ] |
| 2020 | Bright - Win Inbox                  | Host                               | [ 61 ]        |
| 2020 | Arm Share                           | Khách mời (Ep. 42, 49, 53, 66, 83) | [ 62 ]        |
| 2020 | Let's Play Challenge Special        | Khách mời (Ep. 6)                  | [ 63 ]        |
| 2020 | Cougar On The Prowl Special         | Khách mời (Ep. 1)                  | [ 64 ]        |
| 2021 | Hueb talk                           | Khách mời (Ep. 6)                  | [ 65 ]        |
| 2021 | LIVE@LUNCH Season 2                 | Host (Ep. 2) Khách mời (Ep. 5)     | [ 66 ] [ 67 ] |
| 2021 | Isuzu Max Challenge                 | Host                               | [ 68 ]        |
| 2021 | LIVE@LUNCH Friend Lunch Friend Live | Host (Ep. 2)                       | [ 69 ]        |
| 2021 | Talk With ToeyS                     | Khách mời (Ep. 33)                 | [ 70 ]        |

## Âm nhạc

### MV
| Năm  | Tiêu đề | Phim                           | Ref.   |
| ---- | --- | ------------------------------ | ------ |
| 2020 | Thank You To My Silent Heroes Cùng với Vachirawit Chiva-aree & Ada Chunhavajira                                               |                                | [ 71 ] |
| 2020 | ยังคู่กัน (Still Together)Cùng với Vachirawit Chiva-aree                                                                          | Still 2gether                  | [ 72 ] |
| 2020 | คนนั้นต้องเป็นเธอ | Still 2gether                  | [ 73 ] |
| 2020 | ตุ๊บๆ จุ๊บๆ OK! Cùng với Vachirawit Chiva-aree, Perawat Sangpotirat, Prachaya Ruangroj, Jumpol Adulkittiporn, Atthaphan Phunsawat |                                | [ 74 ] |
| 2020 | ขอบคุณที่ร่วมทาง From The Heart Cùng với Vachirawit Chiva-aree và Ada Chunhavajira                                                |                                | [ 75 ] |
| 2021 | Ten Years Later | 2gether: The Movie             | [ 76 ] |
| 2021 | แค่ไหนก็ใกล้ (Closer) | Quảng cáo Vivo                 | [ 77 ] |
| 2021 | Who am I (với Bright, Win, Dew, Nani)                                                                                         | F4 Thailand: Boys Over Flowers |        |
| 2021 | Shooting Star (với Bright, Win, Dew, Nani)                                                                                    | F4 Thailand: Boys Over Flowers |        |
| 2021 | แสงที่ปลายฟ้า (Silhouette) | F4 Thailand: Boys Over Flowers |        |

### Album
| Năm  | Tiêu đề                                  | Phim                                                                        | Ref.   |
| ---- | ---------------------------------------- | --------------------------------------------------------------------------- | ------ |
| 2021 | 2Gether Original Soundtrack Album Boxset | 7 bài nhạc phim từ 2gether: The Series, Still 2gether và 2gether: The Movie | [ 78 ] |

## Sự kiện

### Concert
| Năm  | Tên                            | Ngày diễn ra     | Địa điểm                    | Ref.   |
| ---- | ------------------------------ | ---------------- | --------------------------- | ------ |
| 2020 | 2gether Live On Stage          | 17 - 18 tháng 10 | Hội trường Union V LIVE     | [ 79 ] |
| 2020 | FANTOPIA 2020                  | 21 - 22 tháng 11 | Impact Arena                | [ 80 ] |
| 2020 | BIG MOUNTAIN MUSIC FESTIVAL 11 | 12 tháng 12      | Công viên Quốc gia Khao Yai | [ 81 ] |

### Fan-Meeting
| Năm  | Tên                                          | Quốc gia/Khu vực | Ngày diễn ra | Địa điểm        | Ref.   |
| ---- | -------------------------------------------- | ---------------- | ------------ | --------------- | ------ |
| 2020 | Global Live Fan Meeting: Bright & Win        | Toàn thế giới    | 20 tháng 7   | V LIVE          | [ 82 ] |
| 2020 | BRIGHTWIN MANILA LIVE : The Virtual Fan Meet |                  | 5 tháng 12   | ktx.ph          | [ 83 ] |
| 2021 | Bright Win 1st Fan Meeting in Japan          |                  | 9 tháng 10   | PIA Live Stream | [ 84 ] |
| 2021 | Globe Bright & Win Friendship Meet           |                  | 19 tháng 10  | globe.com.ph    | [ 85 ] |

### Live
| Năm  | Tên                                                                            | Ngày diễn ra | Ref.   |
| ---- | ------------------------------------------------------------------------------ | ------------ | ------ |
| 2020 | BrightWin at Cathy Doll "Nude Matte Series "Release Event"                     | 24 tháng 7   | [ 86 ] |
| 2020 | Mali Easy Squeeze Launch event                                                 | 3 tháng 9    | [ 87 ] |
| 2020 | Miss Universe Thailand 2020 Final                                              | 10 tháng 10  | [ 88 ] |
| 2020 | Shiseido Ultimune X Win Exclusive Event                                        | 24 tháng 10  | [ 20 ] |
| 2020 | Siam Paragon Black Weekend Carnival                                            | 31 tháng 10  | [ 89 ] |
| 2020 | JOOX x Siam Paragon Presents Thailand Top 100 by JOOX 2020 Social "HIT"-ancing | 7 tháng 11   | [ 90 ] |
| 2020 | Oishi Plus C launch event                                                      | 26 tháng 11  | [ 91 ] |
| 2020 | BrightWin CloserTogether with Dettol                                           | 29 tháng 11  | [ 92 ] |
| 2020 | BRIGHT-WIN HEART TO HEART EXCLUSIVE PARTY                                      | 7 tháng 12   | [ 93 ] |
| 2020 | MAMA OK Generation Party                                                       | 8 tháng 12   | [ 94 ] |
| 2021 | CP-HOKKAIDO GLOBAL LIVE                                                        | 20 tháng 1   | [ 95 ] |
| 2021 | CathyDoll Nude Matte Summer Private Cruise with Bright-Win                     | 10 tháng 3   | [ 96 ] |
| 2021 | Dutch Mill Prom Party X Bright Win Nani Dew                                    | 29 tháng 3   | [ 97 ] |
| 2021 | Thai Drama Festival in Japan 2021                                              | 4 tháng 4    | [ 98 ] |
| 2021 | Sunsilk Natural x Win                                                          | 6 tháng 10   |        |

## Giải thưởng và đề cử
| Năm  | Giải thưởng                                | Hạng mục                                                                  | Tác phẩm được đề cử               | Kết quả      | Ref.                    |
| ---- | ------------------------------------------ | ------------------------------------------------------------------------- | --------------------------------- | ------------ | ----------------------- |
| 2020 | Kazz Awards 2020                           | Kazz Magazine's Favorite (cùng với Vachirawit Chiva-aree)                 |                                   | Đoạt giải    | [ 99 ]                  |
| 2020 | LINE Thailand People's Choice Awards 2020  | Best Couple (cùng với Vachirawit Chiva-aree)                              | 2gether: The Series               |              | [ 100 ]                 |
| 2020 | Maya Awards 2020                           | Best Couple (cùng với Vachirawit Chiva-aree)                              | 2gether: The Series               | Đề cử        | [ 101 ] [ 102 ]         |
| 2020 | Korean Updates Awards 2020                 | Asian Artist of The Year                                                  |                                   | Đoạt giải    | [ 103 ]                 |
| 2020 | Voice Points Social Media Awards 2020      | Phenomenal Foreign BL Couple of the Year (cùng với Vachirawit Chiva-aree) | 2gether: The Series               | Đoạt giải    | [ 104 ]                 |
| 2020 | La Rebublica Premios Cultura Asiatica 2020 | Best New Artist                                                           |                                   | Đoạt giải    | [ 105 ]                 |
| 2021 | Hello Asian Awards 2020                    | The Most Popular on YouTube Channel (cùng với Vachirawit Chiva-aree)      |                                   | Đoạt giải    | [ 106 ] [ 107 ]         |
| 2021 | Sanook Awards 2021                         | Couple Of The Year (cùng với Vachirawit Chiva-aree)                       | 2gether: The Series Still 2gether | Đoạt giải    | [ 108 ]                 |
| 2021 | Sanook Awards 2021                         | Thai Song Of The Year (cùng với Vachirawit Chiva-aree)                    | "ยังคู่กัน" (Yang Khu Kan)            | Đoạt giải    | [ 109 ]                 |
| 2021 | Thailand Zocial Awards 2021                | Couple Of The Year (cùng với Vachirawit Chiva-aree)                       | 2gether: The Series Still 2gether | Đoạt giải    | [ 110 ]                 |
| 2021 | JOOX Thailand Music Awards 2021            | Top Social Artist of The Year                                             |                                   | Đề cử        | [ 111 ]                 |
| 2021 | LINE TV Awards                             | Best Rising Star                                                          |                                   | Đoạt giải    | [ 112 ]                 |
| 2021 | LINE TV Awards                             | Best Couple (cùng với Vachirawit Chiva-aree)                              | 2gether: The Series               | Đề cử        | [ 112 ]                 |
| 2021 | LINE TV Awards                             | Best Kiss (cùng với Vachirawit Chiva-aree)                                | 2gether: The Series               | Đề cử        | [ 112 ]                 |
| 2021 | Nataraja Awards 2021                       | Best Cast (cùng với dàn diễn viên của 2gether: The Series)                | 2gether: The Series               | Đề cử        | [ 113 ]                 |
| 2021 | Kazz Awards 2021                           | Attractive Young Man Of The Year                                          |                                   | Đoạt giải    | [ 114 ] [ 115 ] [ 116 ] |
| 2021 | Kazz Awards 2021                           | Popular Male Teenage Award                                                |                                   | Đoạt giải    | [ 114 ] [ 115 ] [ 116 ] |
| 2021 | Kazz Awards 2021                           | Imaginary Couple Of The year (cùng với Vachirawit Chiva-aree)             | 2gether: The Series               | Đoạt giải    | [ 114 ] [ 115 ] [ 116 ] |
| 2021 | Kazz Awards 2021                           | Best Scene (cùng với Vachirawit Chiva-aree)                               | 2gether: The Series               | Đoạt giải    | [ 114 ] [ 115 ] [ 116 ] |
| 2021 | Maya Awards 2021                           | Male Rising Star                                                          |                                   | Chưa công bố | [ 117 ]                 |
| 2021 | Maya Awards 2021                           | Charming Boy                                                              |                                   | Chưa công bố | [ 117 ]                 |
| 2021 | Maya Awards 2021                           | Best Couple (cùng với Vachirawit Chiva-aree)                              | 2gether: The Series Still 2gether | Chưa công bố | [ 117 ]                 |
| 2021 | Maya Awards 2021                           | Popular Drama Soundtrack (cùng với Vachirawit Chiva-aree)                 | "ยังคู่กัน" (Yang Khu Kan)            | Chưa công bố | [ 117 ]                 |